# Katakomby v Jablonném v Podještědí

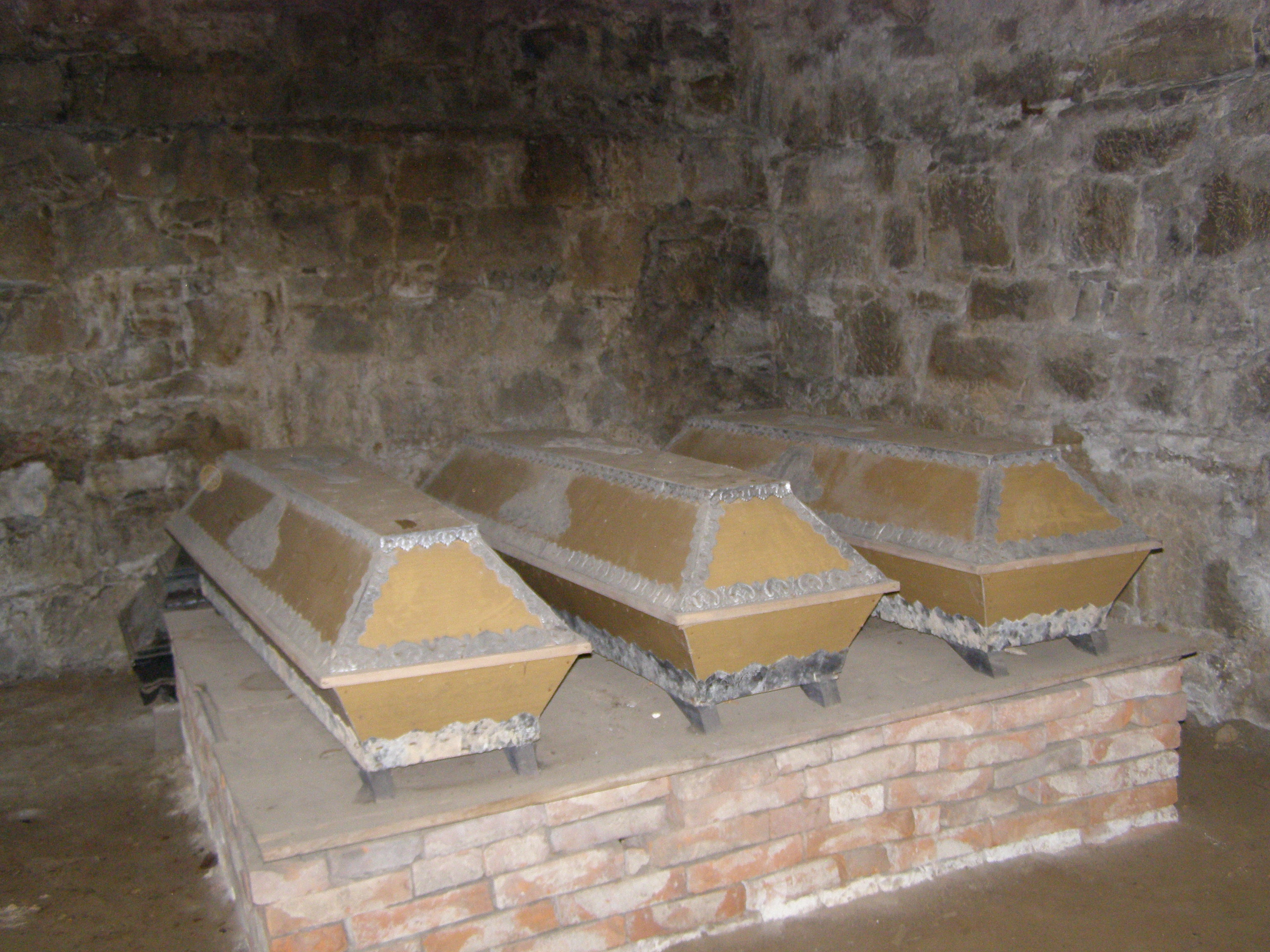
Hroby v kryptě pod bazilikou

Katakomby v Jablonném v Podještědí jsou systémem chodeb a krypt pod bazilikou minor sv. Vavřince a sv. Zdislavy v Jablonném v Podještědí na Liberecku. Podzemní prostory mají celkem tři patra, do dvou spodních však již neexistuje normální přístupová cesta. Vstup do vrchního patra katakomb je z lodi baziliky. Druhý historický vstup, vedoucí z vedlejšího dominikánského kláštera je dnes zazděn. Prostory katakomb jsou veřejnosti přístupné jen při mimořádných příležitostech. 

## Historie
Systém podzemních prostor byl vystavěn v 18. století architektem Janem Lukášem Hildebrandtem, který projektoval barokní výstavbu celé baziliky. Podzemí má symetrický půdorys, který narušuje pouze původně gotická hrobka svaté Zdislavy, jejíž polohu architekt při výstavbě katakomb respektoval a pouze její prostor barokně upravil. Vedle této hrobky obsahují katakomby kryptu rodu Pachtů z Rájova, kryptu dominikánských řeholníků (do které se dodnes občas pohřbívá, zatím posledním zde pohřbeným byl v roce 2007 P. Ambrož Svatoš, OP) a kryptu Františka Antonína Berky z Dubé. 

### Dráteníček
Průhledem z jedné z krypt lze nahlédnout do níže položeného prostoru, kde je pohřben tzv. Dráteníček. Šlo o mladého chlapce, který prý ze zvědavosti vlezl do podzemí baziliky, nemohl se však již dostat zpět a zemřel zde. Jeho mrtvolu objevili až při náhodném otevření katakomb po několika letech. 

### Akce Státní bezpečnosti v letech 1983–1984

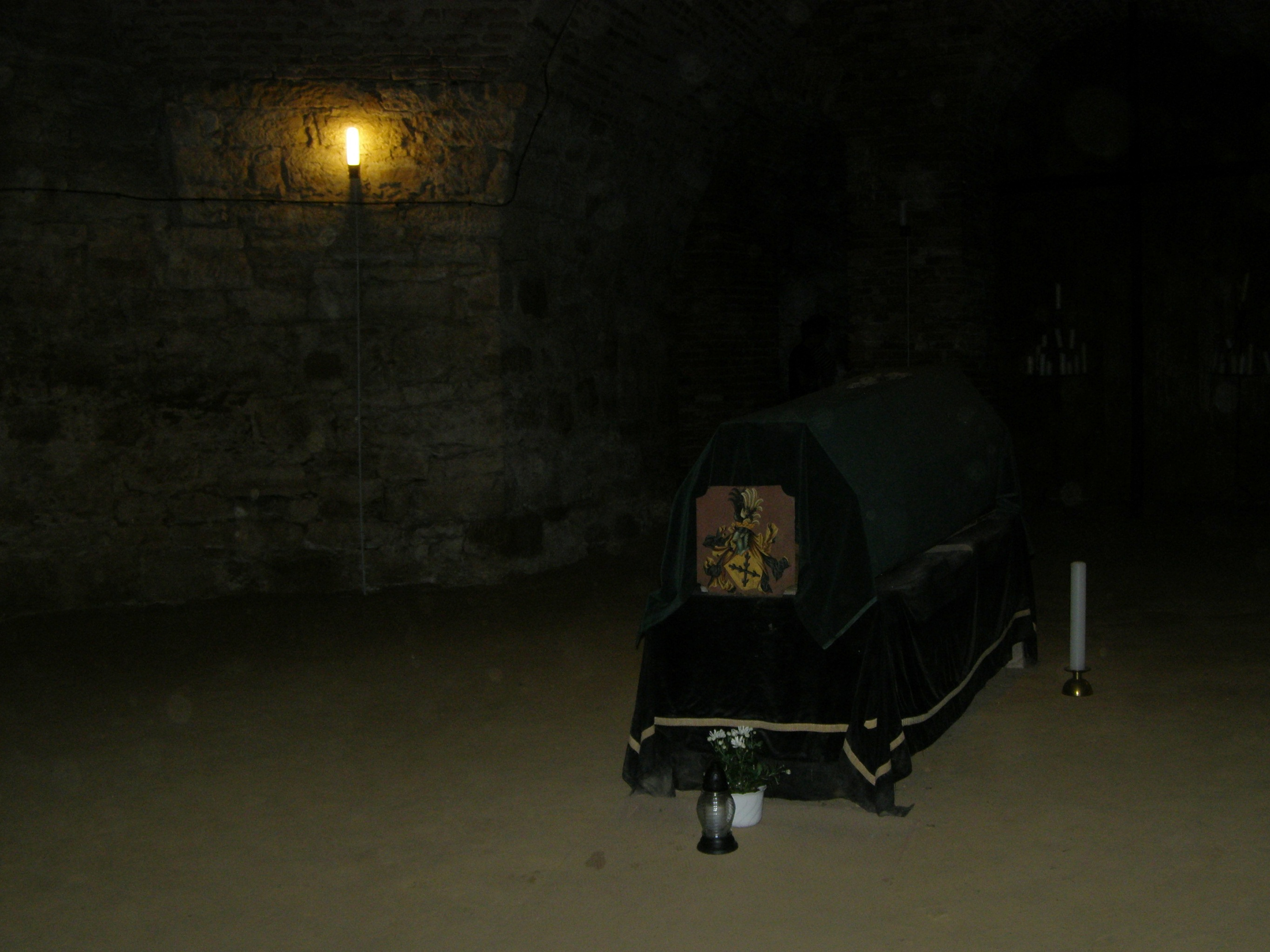
Hrobka Františka Antonína Berky z Dubé

V letech 1983–1984 uskutečnila XIV. správa StB v Jablonném v Podještědí tzv. Akci Kostel. Šlo o průzkum podzemí jablonské baziliky a zámku Lemberk pro podezření, že zde nacisté koncem války ukryli důležité materiály. StB akci zdůvodňovala „zachycením signálů o ukrytí německého válečného archivu“ ze „vzpomínek pamětníků“. Zřejmě však šlo pouze o to, že nějaký důvěrník StB zaslechl neprůkazné tradované zvěsti od místních obyvatel.
K součinnosti byly přizvány orgány SNB a další složky StB z Ústí nad Labem a dokonce psychotronik. V souvislosti s „Akcí Kostel“ byl prověřován také tehdejší jablonský duchovní správce, P. Zdeněk Fleiberk. Orgánům se totiž zdálo podezřelé, že se často zdržuje v kostele a StB jej navíc evidovala jako nepřátelskou osobu. Výsledkem akce bylo pouze poškození podzemních prostor, mimo jiné 22 průzkumnými vrty o hloubce až 18 metrů. Akce byla na zásah tehdejšího náčelníka XIV. správy ke dni 9. prosince 1983 zastavena. „Průzkum“ byl obnoven v květnu 1984, koncem téhož měsíce byl však definitivně ukončen bez očekávaného výsledku. Na obnovení akce měl poněkud paradoxně podíl také P. Fleiberk, který příslušníkům sdělil, že zaopatřoval jakéhosi umírajícího, který mu měl svěřit, že v roce 1944 jej příslušníci Wehrmachtu odvedli do podzemí kostela a on že zde musel něco zazdívat. Faktem zůstává, že v kostelním podzemí nebylo nalezeno vůbec nic.